# Nomifensina
La nomifensina es un derivado de la isoquinoleína con un efecto inhibidor de la recaptación de dopamina y norepinefrina, es decir, un fármaco que aumenta la cantidad de estas catecolaminas disponible en la sinapsis, por medio del bloqueo de sus transportadores respectivos.
Es un mecanismo de acción compartido por otras drogas "recreativas" como la cocaína y la tametralina.
Según algunas investigaciones, el responsable de su actividad es el isómero (S).
La nomifensina fue desarrollada en la década de los 60, Presenta buenos efectos como antidepresivo con el añadido de que no causa efectos de sedación en el paciente. No interactúa de forma significativa con el alcohol y carece de efectos anticolinérgicos. Normalmente no se aprecia síndrome de abstinencia tras un tratamiento de 6 meses con esta droga.
En enero de 1986 el fármaco fue retirado del mercado por sus fabricantes por razones de seguridad.
Se han reportado algunos casos en la década de los 80 que sugieren que presenta cierto potencial para la dependencia psicológica, especialmente en pacientes con historial de adicción a sustancias estimulantes.
En 1989 se investigó su uso para tratar a un adulto que padecía TDAH y se demostró satisfactorio. En 1977 un estudio intentó sin éxito probar su efectividad en Parkinson avanzado, a excepción de la depresión asociada a esta enfermedad.

## Efectos secundarios
Durante el tratamiento con nomifensina es posible encontrar algunos efectos relativamente inusuales como fallo renal, síntomas paranoides, somnolencia o insomnio, dolor de cabeza y sequedad de boca. Otros efectos secundarios que afectarían al sistema cardiovascular serían la taquicardia y palpitaciones, aunque la nomifensina tiene una cardiotoxicidad significativamente más baja que los antidepresivos tricíclicos estándar.
En la década de los 80 aparecieron algunos casos de anemia hemolítica en personas que tomaban nomifensina, lo cual se asoció a su muerte a pesar de que el mecanismo que subyace a este efecto secundario no se conoce claramente.